# Karnsophis siantaris
Karnsophis siantaris es una especie de serpientes de la familia Homalopsidae y del género monotípico Karnsophis.

## Distribución geográfica yhábitat
Es endémica de Sumatra (Indonesia).